# 周谟智
周谟智（1927年9月—2020年8月29日），男，湖北黄陂人，中国英语教育家。北京外国语学院教授。

## 生平
1951年毕业于北京外国语学校英文系。同年留校任教。曾任语言学研究中心教研室主任。1981年至1982年赴美国亚利桑那大学讲学。参与编写《大学一年级英语课本》《英语语法自修课本》《实用口语课本》《大学英语课本》等教材。2020年8月29日22时在北京逝世。

## 译著
- 威尔斯 (著). . 由祝珏 / 周谟智翻译. 中国对外翻译出版公司. 1989. ISBN 9787500100836.
- 韩素音 (著). . 海外炎黄精英丛书. 由祝珏 / 周谟智 / 周蓝翻译. 中国华侨出版公司. 1991. ISBN 9784524351046.
- 海尔布朗讷; 伯恩斯坦 (著). . 由周谟智翻译. 中国经济出版社. 1993. ISBN 7501725799.

## 家庭
- 父亲：周君简（1905年－1959年），周君适的胞弟，1957年被打为右派，在安徽劳改农场逝世，后获平反
- 母亲：赵鸣初（1904年－1996年），赵朴初的大姐
- 兄弟姐妹：[4]
  - 老大：周谟智（宁宝）
  - 老二：周以文（庆宝） 1927年出生，在杭州工作
  - 老三：周以芬（辛宝），女
  - 老小：周以丰